# كيوشي فوجي
كيوشي فوجي (باليابانية: 藤井 浄史) (25 أبريل 1974 في أوكاياما في اليابان – )؛ هو لاعب كرة قدم سابق كان يلعب كحارس مرمى.